# Steel Hawg
Steel Hawg sont des montagnes russes en métal du parc Indiana Beach, situé à Monticello, dans l’Indiana, aux États-Unis. C'est le premier modèle El Loco, construit par S&S Worldwide, et il a deux inversions. Il contient aussi le premier virage "extérieur" du monde, ce qui veut dire que le wagon est incliné vers la gauche et tourne à droite, ou vice versa.

## Record
Avec une pente de 111°, Steel Hawg a détenu le record du monde de la chute la plus inclinée du 5 juillet 2008 au 3 juillet 2009. Le record a été battu par Mumbo Jumbo, des montagnes russes du même modèle situées dans le parc Flamingo Land Theme Park & Zoo, au Royaume-Uni. Actuellement, il est détenu par Takabisha, un Euro-Fighter du parc Fuji-Q Highland, situé au Japon. Steel Hawg a toujours le record de la chute la plus inclinée en Amérique.

## Trains
Steel Hawg a quatre wagons individuels. Les passagers sont placés à deux sur deux rangs pour un total de quatre passagers par wagon.